# Distrito de Las Caobas
El distrito de Las Caobas (en francés arrondissement de Lascahobas; y en criollo haitiano: awondisman Laskawobas) es una división administrativa haitiana, que está situada en el departamento de Centro.

## División territorial
Está formado por el reagrupamiento de tres comunas:
- Las Caobas
- Savanette
- Veladero